# Press TV
Press TV ist der englischsprachige iranischer Auslandsfernsehsender der staatlichen Rundfunkgesellschaft Islamic Republic of Iran Broadcasting (IRIB). Der Sender ging 2007 auf Sendung und ist wie der gesamte iranische staatliche Rundfunk direkt dem “obersten Staats- und Revolutionsführer” Ali Chamene’i unterstellt. Press Tv wird auch ohne Laufschrift (Kriechtitel) unter dem Namen News TV ausgestrahlt.
Das Programm soll laut dem Chef des iranischen Auslandsrundfunks Mohammad Sarafraz „westlichen Zuschauern ein zweites Auge geben“. Kritisiert wird der Sender aufgrund seiner israelfeindlichen und mitunter antisemitischen Berichterstattung.

## Geschichte
Press TV ist am 3. Juli 2007 mit rund 400 Angestellten und 26 Korrespondenten auf Sendung gegangen. Die zum Sender gehörende Webseite existiert bereits seit Januar 2007. Nachdem der iranisch-kanadische Journalist Maziar Bahari 2009 in Teheran festgenommen wurde, der über Demonstrationen gegen die umstrittene Wiederwahl von Mahmud Ahmadineschad berichtet hatte und nach eigenen Angaben gefoltert und zu einem Interview gezwungen wurde, beschäftigte sich die britische Medienaufsicht Office of Communications (Ofcom) mit dem Fall. Daraufhin wurde die Sendegenehmigung im Vereinigten Königreich zurückgezogen, nachdem eine zunächst verhängte Geldbuße nicht beglichen wurde.
Am 3. April 2012 gab der Sender bekannt, dass er auf Veranlassung der Bayerischen Landeszentrale für neue Medien nicht mehr von den Satelliten der SES Astra ausgestrahlt werden soll, da er keine Sendegenehmigung für Europa habe. Der Sender bezeichnete die Aktion als „illegal“ und als „Teil des Plans des Westens, den Sender zum Schweigen zu bringen“. Nach einem Eilantrag von Press TV darf der Sender zunächst weitersenden, die BLM prüfe aber, inwieweit im Iran „mit Deutschland vergleichbare medienrechtliche Regeln gelten“. Laut einem Sprecher der BLM dürfe zumindest das Verbot der Satelliten-Verbreitung Bestand haben: „Für den Satelliten-Uplink eines nicht-europäischen Rundfunkprogramms benötigt man eine Rundfunkzulassung durch eine europäische Regulierungsaufsicht“, da durch den Wegfall der Ofcom-Lizenz diese entfallen und die Rechtslage „in diesem Fall eindeutig“ sei. Mit dem Entzug der Ofcom-Genehmigung sei „zugleich die deutsche Kabellizenz erloschen.“
Der Bayerische Verwaltungsgerichtshof hat am 11. September 2012 die Eilentscheidung der Vorinstanz abgeändert und die sofortige Vollziehung der Entscheidung der BLM bestätigt. Nachdem zunächst eine Hinweistafel eingeblendet wurde, wurde der Sendeplatz von Joiz verwendet.
Vom 1. Juli 2013 stellten Eutelsat und Intelsat die Verbreitung von 19 IRIB-Programmen zwischenzeitlich ein. Betroffen waren unter anderem die Auslandssender Press TV, Hispan TV (spanisch), IRIB 1 und 2 sowie IFilm (internationale Filme auf Persisch und Arabisch) und IFilm English (englisch synchronisierte iranische Filmproduktionen). Seit dem 24. März 2014 werden die IRIB-Programme wieder über Eutelsat ausgestrahlt.
Als Grund für die Abschaltung wird von Seiten IRIBs die Sanktionspolitik der Europäischen Union und der Vereinigten Staaten gegenüber dem Iran angegeben. Der französisch-israelische Geschäftsführer Eutelsats Michel de Rosen habe versucht, die Sanktionen gegen den Iran mit den medialen Sanktionen gegen den Iran zu verknüpfen und weitere Satellitenanbieter dafür zu gewinnen. Der Sprecher der EU-Außenpolitik Michael Mann habe jedoch gegenüber Press TV betont, dass die EU-Sanktionen gegen den Iran die Medien nicht einschließen.
Im Juni 2021 wurde die englischsprachige Domain, presstv.com, von der US-Regierung gesperrt und beschlagnahmt. Die Website ist unter ihrer Alternativdomain presstv.ir weiterhin erreichbar.

## Programm
Gesendet wird live und rund um die Uhr. Das Programm besteht aus Nachrichten, Dokumentationen und Gesprächsrunden. Press TV versteht sich als Konkurrenz zu den bekannten internationalen Nachrichten-Fernsehsendern.
Regelmäßige Sendungen sind:
- Alternate Reality – Eine Sendung über die „Ungerechtigkeit der Globalisierung mit Blick auf Machtverteilung, Geld und Unrecht“[10].
- American Dream – Eine Gesprächsrunde zum Thema USA.[11]
- Iran Today – Eine zweimal wöchentlich stattfindende Sendung mit Informationen zu aktuellen kulturellen und politischen Themen.
- Iran – Eine wöchentliche, 25-minütige Sendung, die sich mit historischen Ereignissen beschäftigt.
- Islam and Life – Eine wöchentliche Sendung von Tariq Ramadan zu Alltagsproblemen von Muslimen in der westlichen Welt.
- Autograph – Interviewrunde mit Wissenschaftlern, Politikern und Autoren.
- Remember the Children of Palestine – Dokumentation über die Lage palästinensischer Kinder.
- Africa Today – Wöchentlicher Rückblick auf das politische Geschehen in Afrika.
- Comment – Eine Sendung mit George Galloway, in der Zuschauer zu aktuellen Ereignissen Stellung nehmen können.[12]
- Epilogue – Buchbesprechungen. Wird moderiert vom Mitglied des britischen Parlaments Derek Conway (zuvor vom ehemaligen Bürgermeister Londons Ken Livingstone).[13]

## Verbreitungswege
Ab dem 27. November 2013 wurde der Sender als News TV einen Monat lang auf Hot Bird 13° Ost ausgestrahlt. Einige Tage später tauchte er auf Eutelsat 9A auf. Die HD-Variante Press TV-HD ist seit dem 24. März 2014 über Hot Bird 13° Ost frei empfangbar.

## Antisemitismus
In mehreren Berichten wurde der Holocaust geleugnet und relativiert sowie den “Juden und Amerikanern” die Schuld an der Coronavirus-Pandemie gegeben. Die Verbreitung von Verschwörungstheorien in Zusammenhang mit der Covid-Pandemie wird als Folge des Scheiterns der Regierung des Iran betrachtet.

## Rezeption
Kritisiert wird der Sender aufgrund seiner israelfeindlichen und mitunter antisemitischen Berichterstattung. Zum 60. Geburtstag von Radio Free Europe im Oktober 2010 bezeichnete Walter Isaacson, Präsident des Aspen-Instituts und des Broadcasting Board of Governors, Medienanstalten wie Press TV, Russia Today, China Central Television und teleSUR (Venezuela, Südamerika) als „Feinde“. Isaacson korrigierte sich später, er habe „Feinde“ in Bezug auf Afghanistan gemeint und nicht auf die Länder und Fernsehanstalten, die er in seiner Rede erwähnt hatte.